# Kropiwna (dopływ Dniepru)
Kropiwna (biał. Крапіўна) – rzeka na Białorusi, w obwodzie witebskim, w rejonie orszańskim, lewy dopływ Dniepru.
W 1514 u ujścia Kropiwny stoczono bitwę pod Orszą.